# Бокнафиорд
Бокнафиорд или Букнафиорд (на норвежки: Boknafiord) е широк залив на Северно море, на югозападния бряг на Норвегия. Простира се от югозапад на североизток на протежение от 52 km (над 100 km с два от своите ръкави Люсефиорд и Саудафиорд), ширина до 25 km. Дълбочина до 917 m. Бреговете на Бокнафиорд са предимно скалисти, високи, на места отвесни. Във фиорда са разположени множество острови, като най-големи са Омбо, Рандьоя, Финьоя, Ренесьоя и др., а в устието се намират остров Кармьоя и о-вите Бокна. От основния залив във всичси посоки се отделят дълги и тесни ръкави, някои с дължина над 50 km: Хервикфиорд (на северозапад), Виндафиорд (на север), Хилсфиорд, Сандсфиорд и Саудафиорд (на североизток), Йосенфиорд и Ерфиорд (на изток), Хьогсфиорд, Фрафиорд и Люсефиорд (на югоизток), Гандсфиорд (на юг). Във фиорда и в неговите ръкави се вливат множество къси, бурни и пълноводни реки, стичащи се от Скандинавските планини. Приливите са полуденонощни с височина до 0,6 m. По бреговете му са разпръснати множество предимно малки рибарски селища, като най-големи са град Ставангер (на брега на Гандсфиорд) и Сауда (на върха на Саудафиорд).